# Rudolf von Sebottendorf
 (janvier 2015).
Le baron Rudolf von Sebottendorf, de son vrai nom Adam Alfred Rudolf Glauer (né à Hoyerswerda, 9 novembre 1875 et mort en 1957 en Égypte), ingénieur allemand naturalisé turc, fut un des hommes qui menèrent la Société Thulé. Il était franc-maçon, pratiquait la numérologie, l'astrologie, l'alchimie et était adepte de la théosophie et membre de l'Ordre des Germains.

## Biographie
Établi en Turquie en 1908, et naturalisé Turc en 1911, il fut initié au sein d'une confrérie musulmane soufie des Bektachi.
Glauer-Sebottendorf revint en Allemagne vers 1913 sous le nom de baron von Sebottendorf pour y mener l'action de la Société Thulé. Il s'affilia en 1916-1917 à un groupement dérivé de « l'Ordre des Germains » dirigé par Pohl et Freesse. Arrêté pour fausse identité en 1917, il prétendit avoir été adopté en Turquie par un certain baron Heinrich von Sebottendorff. D'après ses propres indications, il s'installa à Munich en octobre 1917. Il y loua le 1er juin 1918, à l'hôtel des Quatre Saisons, cinq grandes salles pour sociétés, que venait de libérer un club sportif. C'est dans cet hôtel que fut fondée au cours de l'été 1918, la Société Thulé, qualifiée de cercle extérieur de « l'Ordre des Germains ». Sebottendorf était un admirateur de Helena Blavatsky.
La Société Thulé fut une société « secrète » allemande qui est supposée avoir donné une base idéologique aux Nazis aux prémices de la Seconde Guerre mondiale, en mêlant une idéologie d'extrême-droite antisémite et pangermaniste à l'étude des Runes et des anciennes légendes germaniques. Après la participation de Sebottendorf, l'organisation, qui au départ n'était qu'un groupe d'études ethnologiques sur l'antiquité germanique, devint rapidement une société secrète ainsi qu'un rassemblement d'activistes politiques réunis par l'envie de faire tomber la toute jeune république de Weimar.
En 1918, Rudolf von Sebottendorf fait l'acquisition du Münchener Beobachter, journal créé en 1887, qu'il renomme le Völkischer Beobachter. Le journal est revendu au DAP (Deutsch Arbeit Partei) ancêtre du NSDAP l'année suivante et devient un organe de presse officiel des nazis.
Après l'arrestation en 1919 d'une vingtaine de membres de la société Thulé ayant tenté de renverser la république des conseils de Bavière, Rudolf von Sebottendorf quitte la Bavière et cesse de jouer un rôle politique pour se consacrer à l'écriture de textes occultistes et astrologiques ainsi qu'à plusieurs voyages aux États-Unis et en Amérique centrale.
Il publie Die Praxis der alten türkischen Freimauerei : Der Schlüssel zum Verständnis der Alchimie (La pratique de l'ancienne franc-maçonnerie turque : La clé de la compréhension de l'alchimie), puis en 1925, Der Talisman des Rosenkreuzers (Le Talisman des Rose-Croix), un roman, qui sous forme de dialogue, est un roman autobiographique et une introduction à ses propres théories astrologiques.
En 1933, il tente un retour en Allemagne après le succès électoral des nazis. Il publie Bevor Hitler kam (Avant qu'Hitler ne vienne). Dans ce dernier ouvrage, Sebottendorff cherche à se poser, tout comme sa Société Thulé, en précurseur de la NSDAP. Il décrit la Société Thulé, ainsi que lui-même, comme résolument antisémite. De cette société seraient sortis, selon ses dires, outre la Milice civique de Munich et le corps franc d'Oberland, le parti nazi. Il est certain que dans le climat politique de 1933, il était opportun de se proclamer le père de tels mouvements. Mais cela contredit ce qu'il écrivit dans son ouvrage de 1925. Il est expulsé vers la Turquie en 1934.
Les prétentions de Sebottendorf agacent bientôt Hitler : il est arrêté, et son livre interdit. Brièvement envoyé en camp de concentration, il quitte à nouveau l'Allemagne après sa libération. Afin de l’éloigner de l’Allemagne (fait vérifié dans plusieurs archives), Sebottendorf est nommé consul en Turquie. Installé à Istanbul, il travaille pour les services secrets allemands pendant la Seconde Guerre mondiale mais, ne leur fournissant que des informations inutilisables, il est surnommé « Hakawati », le raconteur d'histoires.
Il serait mort en Égypte en 1957.

## Œuvres
- Der Talisman des Rosenkreuzers, (Le Talisman des Rose-Croix)
- Die Praxis der alten türkischen Freimauerei : Der Schlüssel zum Verständnis der Alchimie, (La pratique de l'ancienne franc-maçonnerie turque : La clé de la compréhension de l'alchimie)
- Bevor Hitler kam, (Avant qu'Hitler ne vienne).
- Avant qu'Hitler ne vienne, aux Éditions de L'Homme Libre, 2001.
- Les écrits occultistes du fondateur de la Société Thulé, Ars magna, 2019.